# Рувінський Марк Аунович
Рувінський Марк Аунович (нар. 5 серпня 1938 р., м. Київ — 13 серпня 2018 р., м. Івано-Франківськ) — доктор фізико-математичних наук, академік НАН України, член Українського фізичного товариства.

## Життєпис
1955 року закінчив Станіславську (нині Івано-Франківську) ЗОСШ № 3. Вищу освіту отримав у Львівському держуніверситеті ім. І. Франка (1955—1960 рр.), який закінчив із дипломом з відзнакою.
У 1960—1961 рр. працював старшим техніком Волго-Уральського філіалу Всесоюзного науково-дослідного інституту геофізики. З 1961 до 1971 рр. працював у Дрогобицькому педінституті ім. І. Франка (старший лаборант, асистент, з 1967 р. — доцент кафедри фізики).
З 1964 до 1967 рр. навчався в аспірантурі Львівського та Одеського держуніверситетів.
Кандидат фізико-математичних наук — з 1967 р., доцент — з 1970 р. В Івано-Франківському педінституті (нині Прикарпатському національному університеті) імені Василя Стефаника працює з 1971 р. на посаді доцента кафедри фізики (1971—1994 рр.), 1994—1995 рр. — професора кафедр теоретичної фізики і фізики твердого тіла.
Доктор фізико-математичних наук — з 1994 р., професор — з 1995 р. Захистив докторську дисертацію: «Колективні і динамічні ефекти квазічастинкових збуджень у неметалічних кристалах» (Вчена рада Інституту фізики НАН України, м. Київ).
Вчителі: доктор фізико-математичних наук, професор Абба Юхимович Глауберман (1917—1974 рр.), Львівський держуніверситет, Науково-дослідний інститут фізики Одеського держуніверситету; академік НАН України Ігор Рафаїлович Юхновський, Інститут фізики конденсованих систем НАН України (м. Львів).
Педагогічна діяльність пов'язана з викладанням провідних курсів теоретичної фізики («Квантова механіка», спецкурс «Методи квантової теорії систем багатьох частинок»), методів математичної фізики, спецкурсу «Теорія спеціальних функцій», фізики твердого тіла (спецкурс «Оптичні властивості напівпровідників»).
1990 року нагороджений медаллю імені Василя Стефаника Івано-Франківського педінституту. Почесні звання: «Людина року — 1998» від Американського біографічного інституту (США); «Міжнародна Людина року 2000/2001» і «Видатний вчений ХХ століття» від Міжнародного біографічного центру (Кембрідж, Англія).
Сфера наукових інтересів — квантова теорія твердих тіл, колективні і динамічні ефекти квазічастинкових збуджень у неметалічних кристалах, екситони при високому рівні збудження кристалів, динамічні методи дослідження екситонів (поглинання ультразвуку, розсіяння нейтронів і електронів); фотоелектричні і акустичні властивості твердих розчинів телуридів цинку і кадмію; фізика тонких плівок; загальні питання квантової механіки.
Є автором понад 220 наукових праць, 9 посібників і підручника для вищих навчальних закладів.
Член Координаційної ради Українського фізичного товариства (УФТ) (1990—1994 рр.), один із засновників і співголова Івано-Франківського крайового відділення УФТ (з 1990 р.), член Американського фізичного товариства (з 1992 р.). Заступник головного редактора всеукраїнського наукового журналу «Фізика і хімія твердого тіла», член редколегії журналу «Вісник Прикарпатського національного університету», заступник голови спеціалізованої вченої ради Д.50.051.06 із захисту докторських і кандидатських дисертацій.